# Benaocaz
Benaocaz – miejscowość w południowej Hiszpanii w prowincji Kadyks, oddalone ok. 120 km od Kadyksu. Zostało założone przez arabów w 715 r., zaś w 1485 przeszło w ręce chrześcijan. Miejscowość leży na terenie Parku Narodowego Sierra de Grazalema.